# 파워퀀텀맨
《파워퀀텀맨》(Power Quantum Man, 원제 : Cosmic Quantum Ray 코스믹 퀀텀 레이[*])은 인도의 물리학자 마니 보믹(Mani Bhaumik)의 원안을 바탕으로 6개국이 공동 제작한 애니메이션이다. 9차원의 세계에서 신발상자를 통해 3차원의 지구로 날아온 퀀텀맨이 평범한 11살의 지구소년과 힘을 합쳐, 사악한 우주의 악당들을 물리치는 과정을 다루었다.

## 방송 일시
| 방송 채널 | 방송 기간                                                            | 방송 시간                                                  |
| --------- | -------------------------------------------------------------------- | ---------------------------------------------------------- |
| KBS 1TV   | 2008년 8월 2일 ~ 2008년 11월 15일 2008년 11월 22일 ~ 2009년 1월 24일 | 토요일 오전 7시 40분 ~ 8시 10분 토요일 오전 8시 ~ 8시 30분 |
| KBS 2TV   | 2011년 5월 12일 ~ 6월 20일                                           | 월요일 ~ 금요일 오후 3시 5분 ~ 3시 35분                    |

## 방송 회차
| 회차       | 부제 (서브 타이틀)      | 방송 일자      |
| ---------- | ----------------------- | -------------- |
| 1화        | 진가비를 구하라         | 2008년 8월 2일 |
| 2화        | 우주 젤리 미끌미끌이    | 8월 9일        |
| 3화        | 이블헤드의 음모         | 8월 16일       |
| 4화        | 웜홀 마녀 콘테사        | 8월 23일       |
| 5화        | 머릿 속의 아기 우주     | 8월 30일       |
| 6화        | 마법 꿈단지 슈레디      | 9월 6일        |
| 7화        | 복수의 다람쥐마스터     | 9월 13일       |
| 8화        | 아티 박사를 찾아라      | 9월 20일       |
| 9화        | 남궁시현 대 로봇 시현   | 9월 27일       |
| 10화       | 외계 비밀 기지 52 구역  | 10월 4일       |
| 11화       | 콘테사 우주 부동산      | 10월 11일      |
| 12화       | 전율의 오케스트라       | 10월 18일      |
| 13화       | 지나의 달 레스토랑      | 10월 25일      |
| 14화       | 에너지 토끼 알라몽      | 11월 1일       |
| 15화       | 우주 불사신 가이감마    | 11월 8일       |
| 16화       | 돌아온 다람쥐 마스터    | 11월 15일      |
| 17화       | 은하 영웅 퀀텀 레이몬드 | 11월 22일      |
| 18화       | 미래 특급 볼펜을 사세요 | 11월 29일      |
| 19화       | 우주 해적 캡틴 크로넥커 | 12월 6일       |
| 20화       | 최악의 영웅 팀 테러블   | 12월 13일      |
| 21화       | 디지털 감옥을 탈출하라  | 12월 20일      |
| 22화       | 깜짝 요리 천재 이블헤드 | 12월 27일      |
| 23화       | 우린 예쁜 세 쌍둥이     | 2009년 1월 3일 |
| 24화       | 뒤죽박죽 퀀텀 체인지    | 1월 10일       |
| 25화       | 퀀텀 맨이 줄었어요      | 1월 17일       |
| 최종화(26) | 미스 제트 선발 대회     | 1월 24일       |

### 제작진
감독: 데니스 맥코이, 파멜라 히키
캐럭터 원안: 마니 보믹
기획: KBS
제작: SK C&C, 인디팬더스
저작권: SK C&C, 인디팬더스, 마이크 영프로덕션, 키카, 메소드 필름즈
엠식스, 텔레갤, 유티브이